# 외군

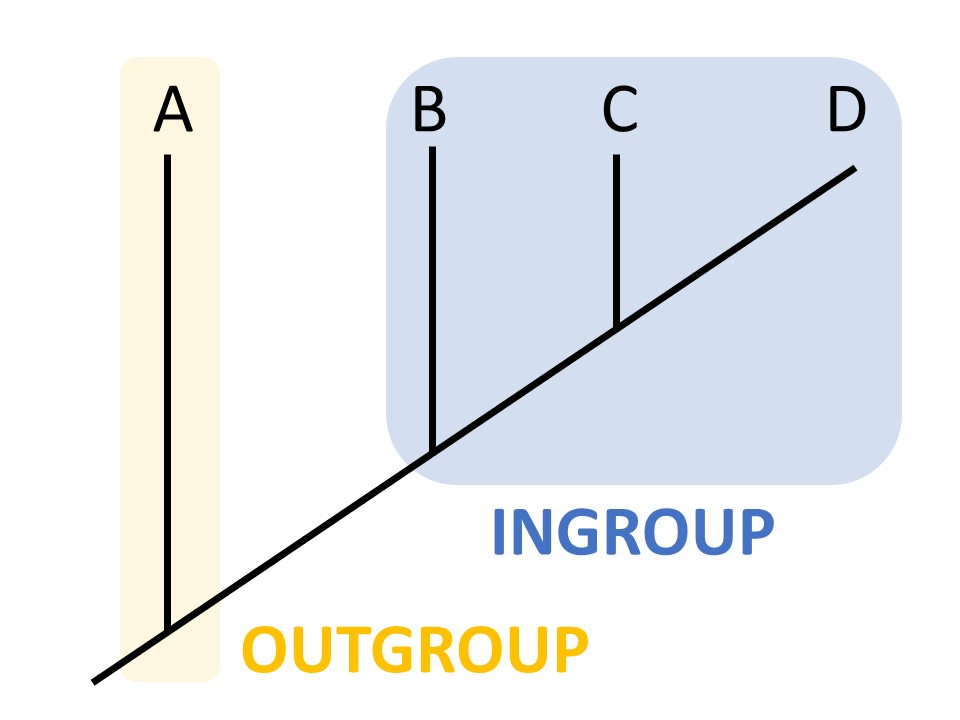

외군(外群, Outgroup)은 어떤 생명체와 분류학적으로 관계가 있으나 비교적 멀리 떨어져 있는 생명체들을 일컫는 생물학 용어이다. 외군은 주로 분지학 및 계통학에서 어떤 연구의 대상이 되는 내군(ingroup)과 비교하여 진화 관계를 명백히 밝히는 데 기준이자 참조군으로 활용된다. 형질 변화의 방향성은 공통의 뿌리를 가지는 계통수에서만 결정될 수 있기 때문에, 외군의 형성은 진화가 계통수를 따라 일어나는 과정을 설명하는 데 필수적이다.